# Mesembriomys gouldii
Mesembriomys gouldii é uma espécie de roedor arborícola da família Muridae. Trata-se de um dos maiores muríneos encontrados na Austrália.
É endêmica do norte da Austrália, onde se encontra ameaçada de extinção por destruição de habitat e predação por espécies invasoras, particularmente gatos ferais.

## Descrição
A espécie possui um dorso cinzento-marrom com pelos ásperos, com o ventre cor de creme. Os pés são pretos, com garras afiadas e almofadas bem desenvolvidas. Suas orelhas são grandes, e a cauda é longa, com uma ponta branca. Seus incisivos crescem por toda a vida, e são cobertos por uma camada de esmalte muito mais duro que o resto do dente, o que faz com que o desgaste dentário ao longo da vida produza uma borda afiada naturalmente adequada para o consumo de plantas duras lenhosas. Filhotes nascem com os olhos fechados, e pesando somente 34 gramas; a idade adulta é atingida em 80 dias. As fêmeas crescem até as 580 gramas, e os machos até as 650 gramas.

## Ecologia
O roedor é solitário e noturno, vivendo uma vida arborícola. Nidifica em ocos de árvores, habitando principalmente em eucaliptos, e em espécimes de Pandanus durante o dia. A espécie é muito territorial.